# Minerve (S647)

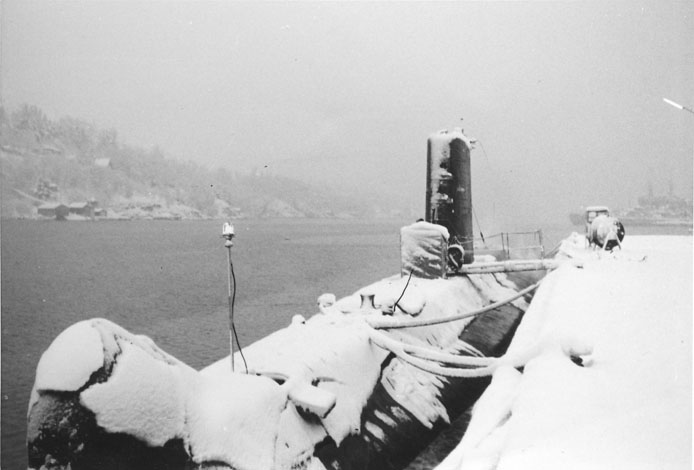
Minerve in de Noorse haven Bergen (1962)

Minerve (S647) was een dieselelektrische onderzeeër van de Franse marine die op 27 januari 1968 verloren ging in de Middellandse Zee.

## Het schip
De Minerve is een van de elf onderzeeërs in de Daphné-klasse. De kiel werd gelegd in mei 1958. Het schip werd op 31 mei 1961 te water gelaten en op 10 juni 1964 in bedrijf gesteld. Ze was de tweede Franse onderzeeboot met deze naam, en ook haar naamsvoorganger is gezonken (in september 1945).

## Verdwijning
Op 27 januari 1968 7.55 uur was de Minerve onderweg middels de snuiver op ongeveer 25 zeemijl (46 km) van de thuishaven Toulon. Aan een begeleidend verkenningsvliegtuig werd gemeld dat ze binnen een uur in de haven zou aankomen. Dit was het laatste bericht dat werd ontvangen. Het schip verdween met 52 bemanningsleden aan boord. Hoewel de onderzeeër uiterlijk 21.00 uur had moeten terugkeren begonnen de autoriteiten pas om 2.15 uur een reddingsoperatie. Ze konden de onderzeeër niet lokaliseren.
Op het moment van zinken waren de weersomstandigheden erg slecht. De commandant van de Minerve, André Fauve, werd als zeer ervaren beschouwd en had vier jaar gediend op boten van de Daphné-klasse.

## Teruggevonden
In juli 2019, 51 jaar na te zijn verdwenen, werd de onderzeeër gevonden door het Amerikaanse schip "Seabed Constructor" op 45 kilometer van de stad Toulon in het zuidoosten van Frankrijk, op een diepte van 2370 meter.